# Associació Estatunidenca de Psicologia
L'Associació Estatunidenca de Psicologia (American Psychological Association, abreujat APA) és l'organització científica i professional de psicòlegs més gran dels Estats Units i el Canadà, i també del món, amb uns 137.000 membres, entre els quals hi ha científics, mestres, mèdics, consultors i estudiants. Va ser fundada el 1892 pel president de la Universitat de Clark, Granville Stanley Hall, que va esdevenir-ne el primer president. La seva seu és a Washington, D.C.. Té com a missió impulsar la creació, la comunicació i l'aplicació del coneixement psicològic per al benefici de la societat i la millora de les vides de les persones.